# Grzyby trujące

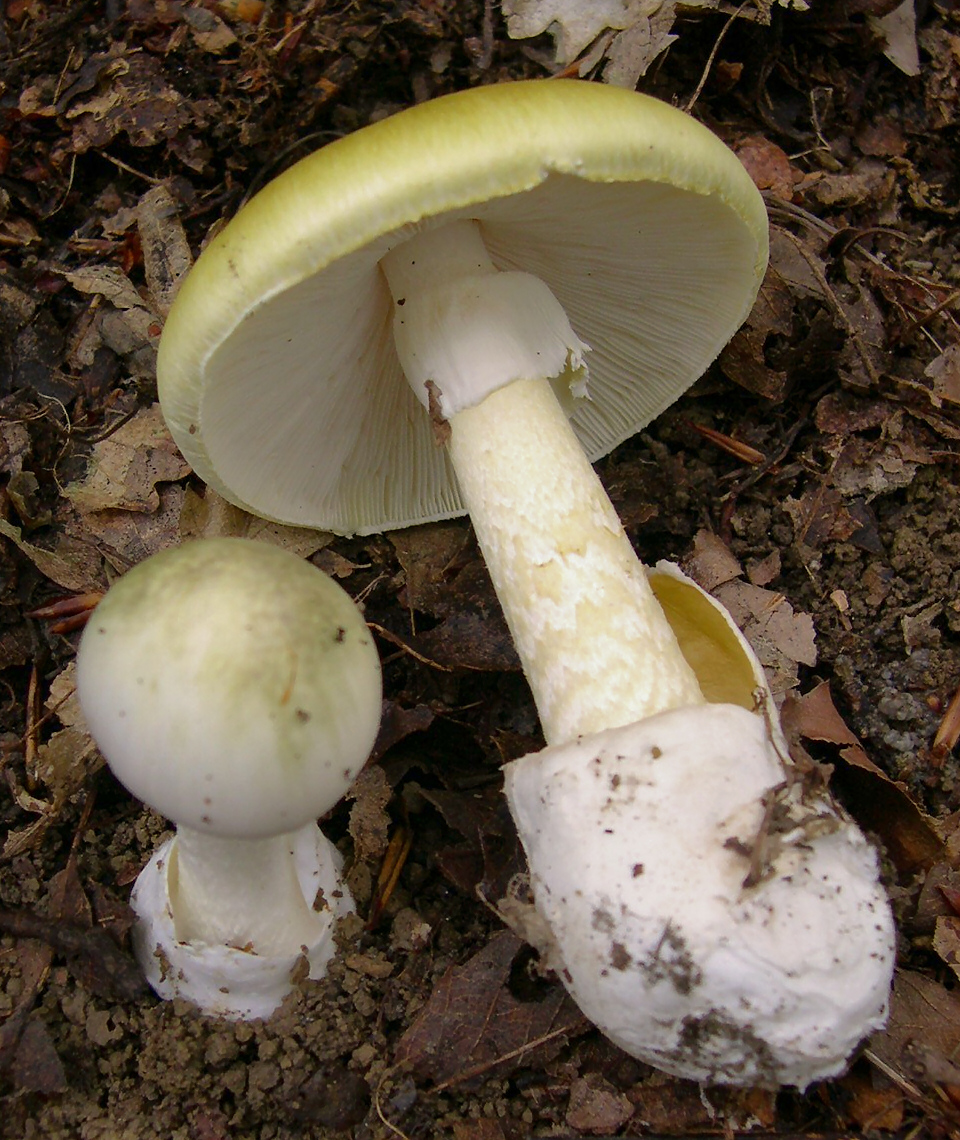
Muchomor zielonawy

Grzyby trujące – funkcjonalna (niebędąca taksonem) grupa grzybów, zwłaszcza kapeluszowych, zawierających substancje trujące w ilościach toksycznych dla ludzi.

## Charakterystyka zatruć
Nie istnieje żaden prosty i niezawodny sposób na rozpoznanie, który grzyb jest trujący, a który jadalny. Nie są prawdą rozpowszechnione wśród niektórych grzybiarzy przekonania, że wszystkie grzyby trujące są niesmaczne, gorzkie, lub mają nieprzyjemny zapach. Nie jest prawdą, że grzyby trujące można rozpoznać po wyciekaniu mleczka, po zmianie barwy po uciśnięciu, że srebrna łyżeczka lub cebula podczas gotowania z grzybem trującym sczernieje. Nie można też kierować się zasadą, że jeśli grzyba nadgryzły ślimaki, czy jest robaczywy, to znaczy, że jest jadalny. Np. śmiertelnie trujący muchomor sromotnikowy ma łagodny smak i zapach, nie ma mleczka, nie ciemnieje po ucisku, a ślimaki i owady jedzą go bez szkody dla siebie. Jedynym sposobem na uniknięcie zatrucia grzybami jest zbieranie tylko grzybów jadalnych dobrze nam znanych, które potrafimy rozróżnić od innych, podobnych, ale trujących.
Około 90% śmiertelnych zatruć grzybami w Polsce powodują 2 gatunki muchomorów: zielonawy i jadowity. Prócz nich jest jeszcze wiele gatunków grzybów powodujących śmiertelne zatrucia, oraz jeszcze liczniejsza grupa grzybów lżej trujących. Istnieje wreszcie spora grupa grzybów, która jest trująca w stanie surowym, po obróbce termicznej natomiast są doskonałymi grzybami jadalnymi. Niektóre gatunki trujące są tylko w niektórych okolicznościach, np. w połączeniu z alkoholem, niektóre gatunki są bez szkody zjadane przez większość ludzi, u niektórych jednak powodują zatrucia lub bardzo silne reakcje immunologiczne. O niektórych gatunkach grzybów (szczególnie drobnych) nie wiadomo, czy są jadalne, czy trujące, gdyż do tej pory nikt tego nie sprawdził, obecnie należy je więc uważać za niejadalne. Ale nawet w przypadku niektórych dobrze znanych gatunków grzybów nie ma zgodności w atlasach grzybów; w zależności od autorów są uznawane za niejadalne, bądź za trujące.
Najwięcej odnotowanych przypadków zatruć grzybami występuje w Europie Zachodniej, gdzie popularną rozrywką jest amatorskie zbieranie grzybów. Wyraźny wzrost zatrucia grzybami nastąpił od lat siedemdziesiątych XX wieku w Stanach Zjednoczonych. Tu przyczyną stał się wzrost popularności „naturalnej” żywności, stosowanie grzybów jako rekreacyjnych halucynogenów oraz docenianie walorów smakowych dzikich grzybów. Wyższe wskaźniki zgonów (śmiertelności) o ponad 50% występują u dzieci w wieku poniżej 10 lat.

## Grzyby powodujące zatrucia
Pod względem rodzaju trucizn występujących w grzybach oraz ich oddziaływania na organizm człowieka dzieli się grzyby trujące na 10 grup. Wykaz obejmuje tylko gatunki występujące w Polsce i nie jest pełny. Brak w nim m.in. niektórych gatunków rzadkich oraz grzybów trujących podlegających w Polsce prawnej ochronie. Nazwy gatunkowe grzybów w postaci przyjętej na Wikipedii.
| Nr gr. | Rodzaje zatruć                                               | Najważniejsze toksyny                                           | Niektóre gatunki grzybów występujące w Polsce |
| ------ | ------------------------------------------------------------ | --------------------------------------------------------------- | --- |
| 1      | cyklopeptydowe, cytotoksyczne                                | amanityna, fallotoksyna, werotoksyny                            | czubajeczka brązowoczerwonawa, czubajeczka cuchnąca, czubajeczka czerwonopochwowa, czubajeczka kasztanowata, czubajeczka różowobrązowa, jeżoskórka ostrołuskowa, hełmówka błotna, hełmówka jadowita, muchomor jadowity, muchomor wiosenny, muchomor zielonawy |
| 2      | gyromitrynowe, monometylohydrazynowe                         | gyromitryna, monometylohydrazyna                                | koronica ozdobna, piestrzenica infułowata, piestrzenica kasztanowata, piestrzenica olbrzymia |
| 3      | muskarynowe                                                  | muskaryna                                                       | lejkówka biaława, lejkówka dwubarwna, lejkówka liściowa, lejkówka jadowita, lejkówka rzodkiewkowata, strzępiaki (wszystkie gatunki) |
| 4      | koprynowe                                                    | kopryna                                                         | czernidłak pospolity, czernidłak pstry |
| 5      | neurotoksyczne                                               | muscymol, kwas ibotenowy, muskazon                              | muchomor białożółtawy, muchomor czerwony, muchomor królewski, muchomor narcyzowy, muchomor plamisty, muchomor szorstki |
| 6      | psychotropowo-neurotoksyczne                                 | psylocybina, psylocyna, baeocystyna, norbaeocystyna, bufotenina | grzybówka ząbkowana, grzybówka różowa, kołpaczek mierzwiowy, kołpaczek oliwkowy, łysiczka łuskowata, łysak wspaniały, muchomor cytrynowy, muchomor porfirowy |
| 7      | gastrotoksyczne                                              | liczne związki chemiczne                                        | gorzkoborowik żółtopory, czubajnik czerwieniejący, gąska biaława, gąska zielonożółta, gąska pieprzna, gąska mydlana, gąska ostra, gąska siarkowa, gąska szerokoblaszkowa, gąska śmierdząca, gąska winnobrązowa, gąska zielonka, gąska żółtobrunatna, gąsówka rudawa, gołąbek brzozowy, gołąbek buczynowy, gołąbek ceglasty, gołąbek kruchy, gołąbek krwisty, gołąbek leśny, gołąbek czerwonofioletowy, gołąbek wymiotny, gołąbek żółciowy, goryczak żółciowy, grzybiec purpurowozarodnikowy, koralówka gruba, koralówka strojna, koralówka złocista, koralówka żółknąca, lisówka pomarańczowa, łysostopek pozrastany, łysostopek wrzecionowatotrzonowy, maślanka korzeniasta, maślanka wiązkowa, maślanka zygzakowatotrzonowa, mleczaj bezstrefowy, mleczaj bladawy, mleczaj dołkowany, mleczaj paskudnik, mleczaj płowy, mleczaj wełnianka, pieczareczka amerykańska, pieczarka karbolowa, kępkowiec białawy, ponurnik aksamitny, sromotnik smrodliwy, szyszkowiec łuskowaty, tęgoskór (wszystkie gatunki), wilgotnica czerniejąca, wilgotnica żółknąca, włośnianka brunatna, włośnianka cylindrycznozarodnikowa, włośnianka korzeniasta, włośnianka musztardowa, wieruszka brązowozielona, dzwonkówka gwiaździstozarodnikowa, wieruszka mrówkolubna, wieruszka niebieskawa, wieruszka bursztynowa, wieruszka popielatofioletowa, wieruszka torfowiskowa, dzwonkówka trująca, wieruszka żółtawa |
| 8      | orellaninowe                                                 | orellanina                                                      | zasłonak bagienny, zasłonak cynamonowy, zasłonak cynamonowożółty, zasłonak cynamonowy, zasłonak cytrynowożółty, zasłonak rudawy, zasłonak czerwonołuskowy, zasłonak krwistoczerwony, zasłonak krwisty, zasłonak kutnerowaty, zasłonak purpurowoblaszkowy, zasłonak rudy, zasłonak trzęsawiskowy, zasłonak wonny, zasłonak zielony, zasłonak złoty, zasłonak miedzianordzawy |
| 9      | termolabilne (po obróbce termicznej tracą własności trujące) | liczna grupa trucizn                                            | modroborowik ponury, krwistoborowik purpurowy, opieńki (wszystkie gatunki) |
| 10     | immunologiczne                                               | brak trucizn, ale występuje reakcja immunologiczna              | gąska zielonka, krowiak podwinięty, lejkówka biaława |

Nie jest to jeszcze pełna lista gatunków grzybów szkodliwych dla człowieka. W specjalistycznej literaturze opisane są przypadki zatruć jeszcze innymi gatunkami grzybów, zdarzające się w określonych okolicznościach.

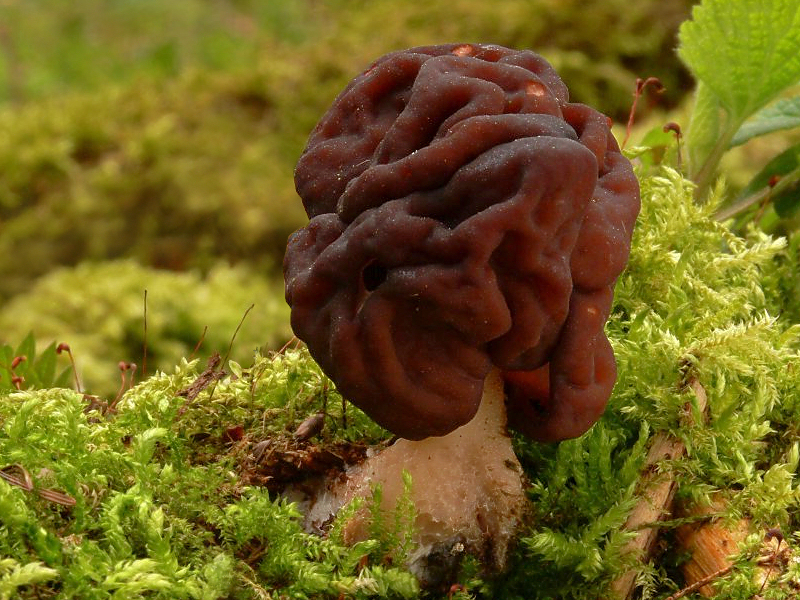
Piestrzenica kasztanowata

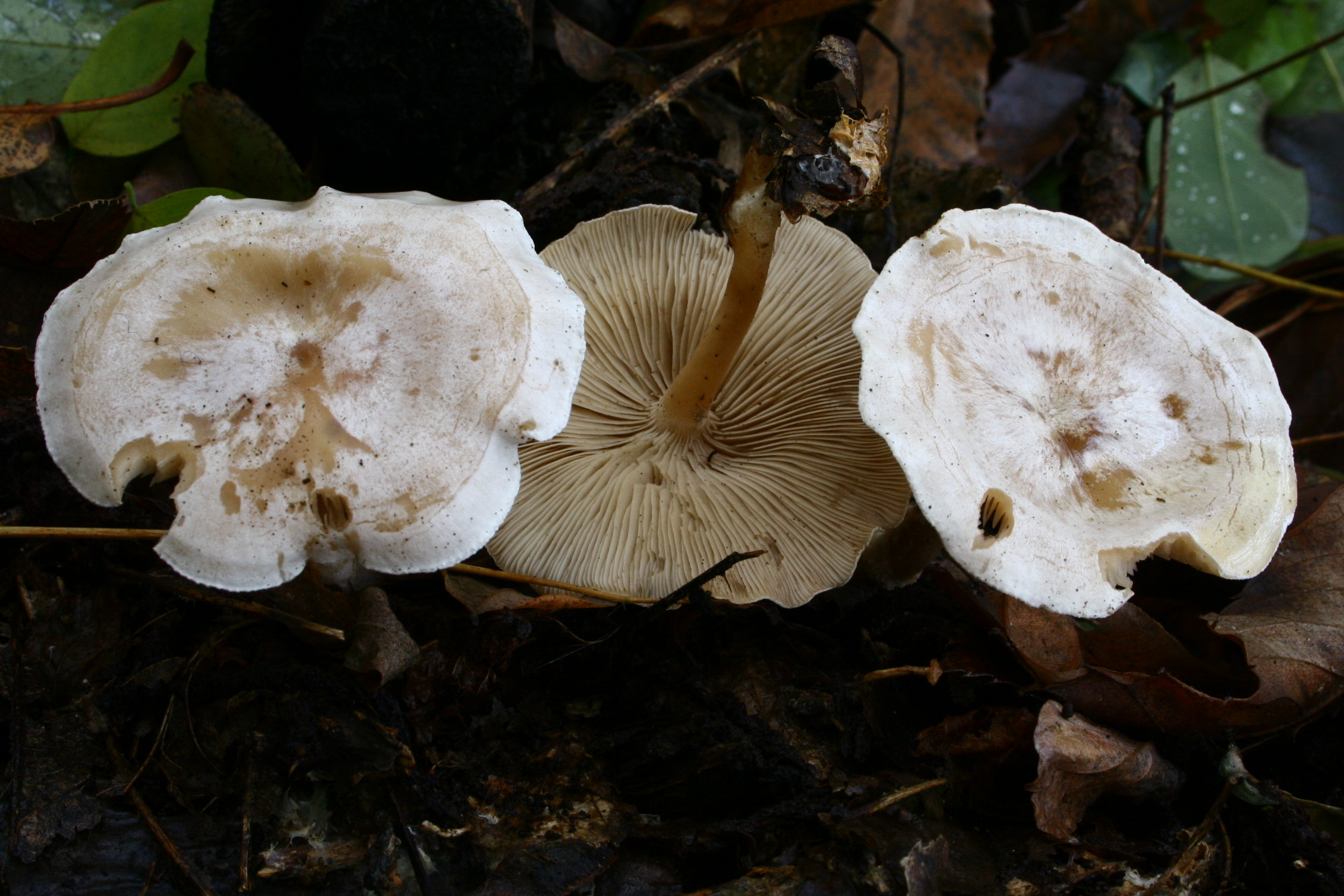
Lejkówka liściowa

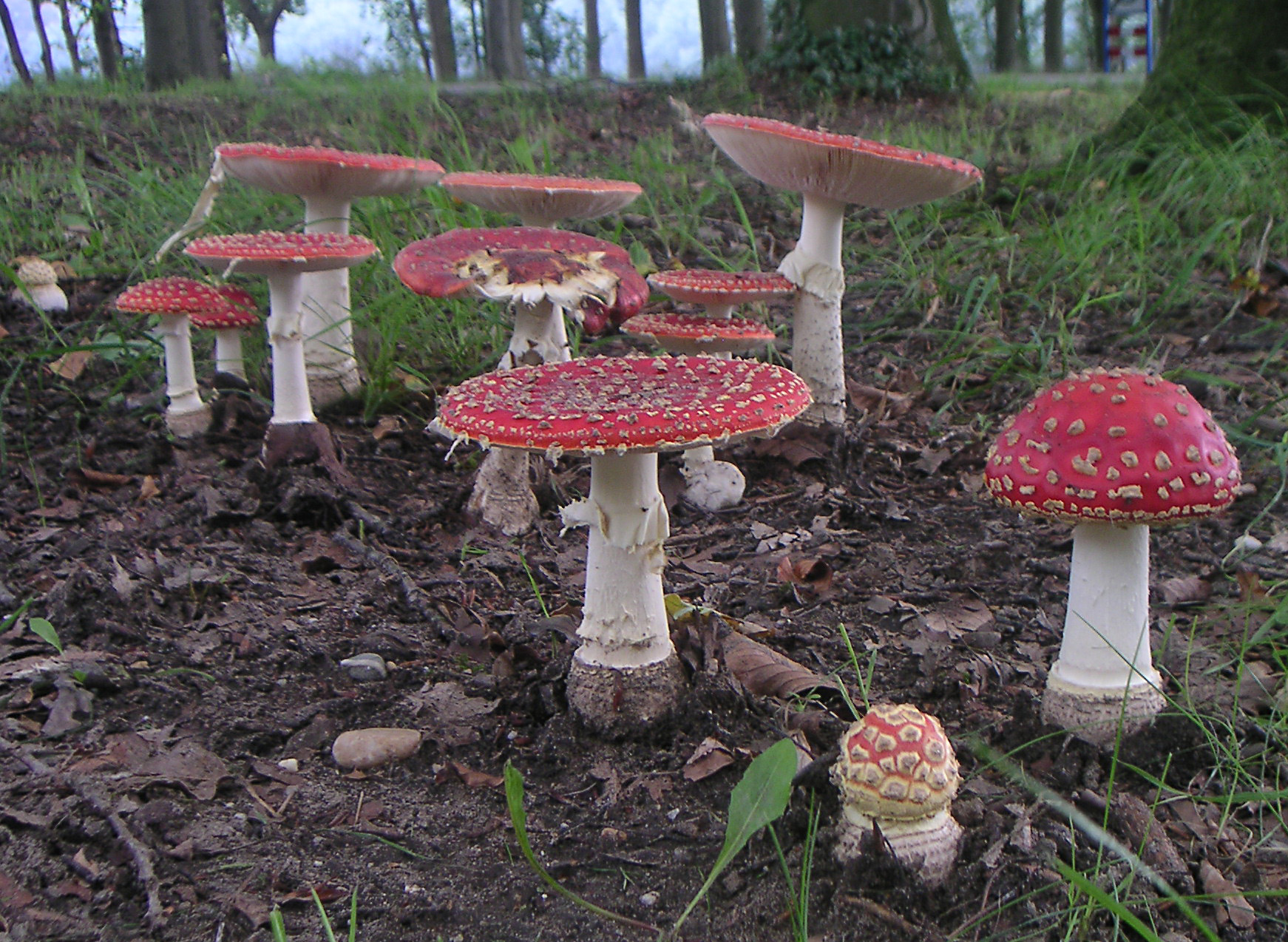
Muchomor czerwony

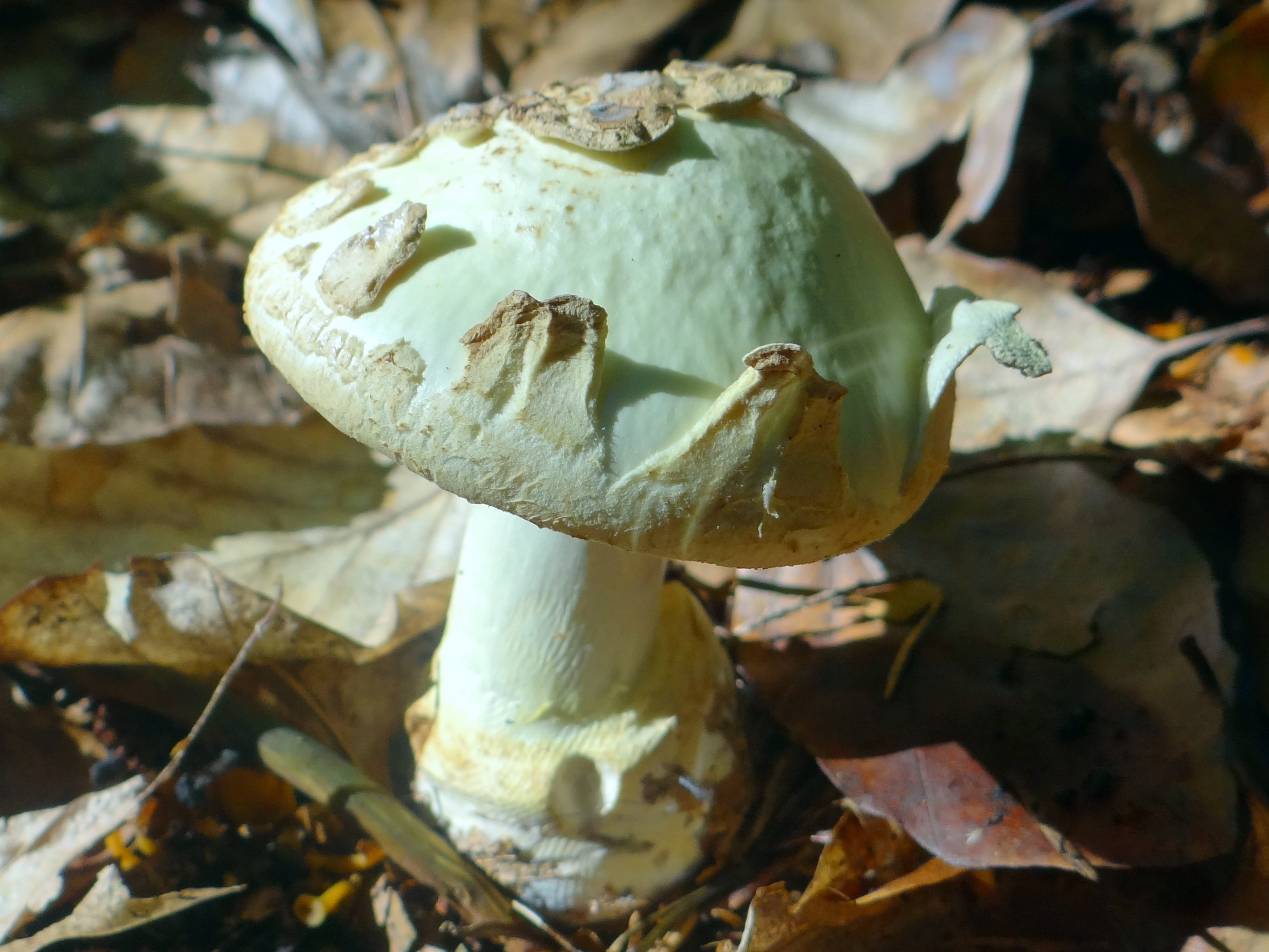
Muchomor cytrynowy

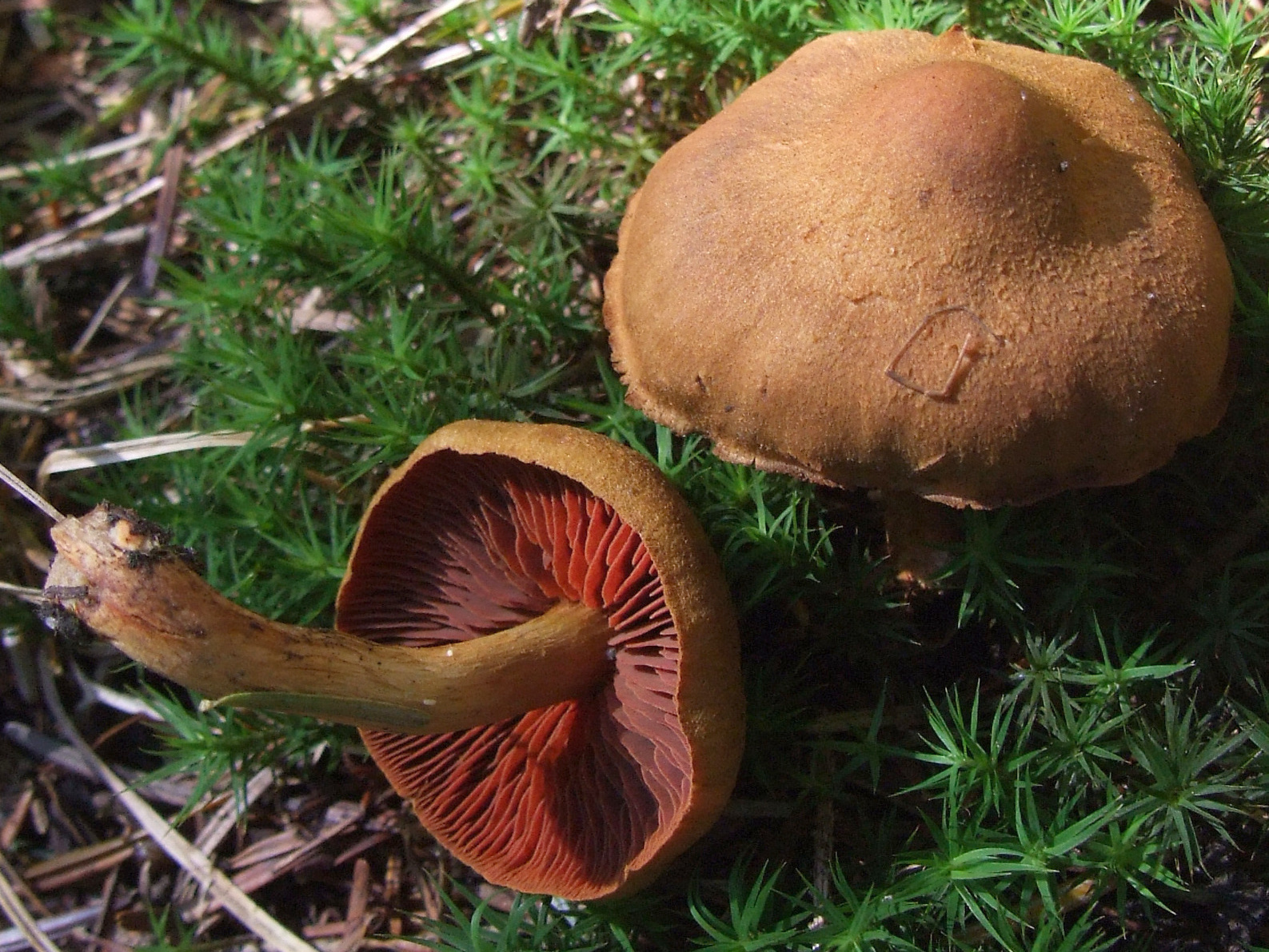
Zasłonak purpurowoblaszkowy

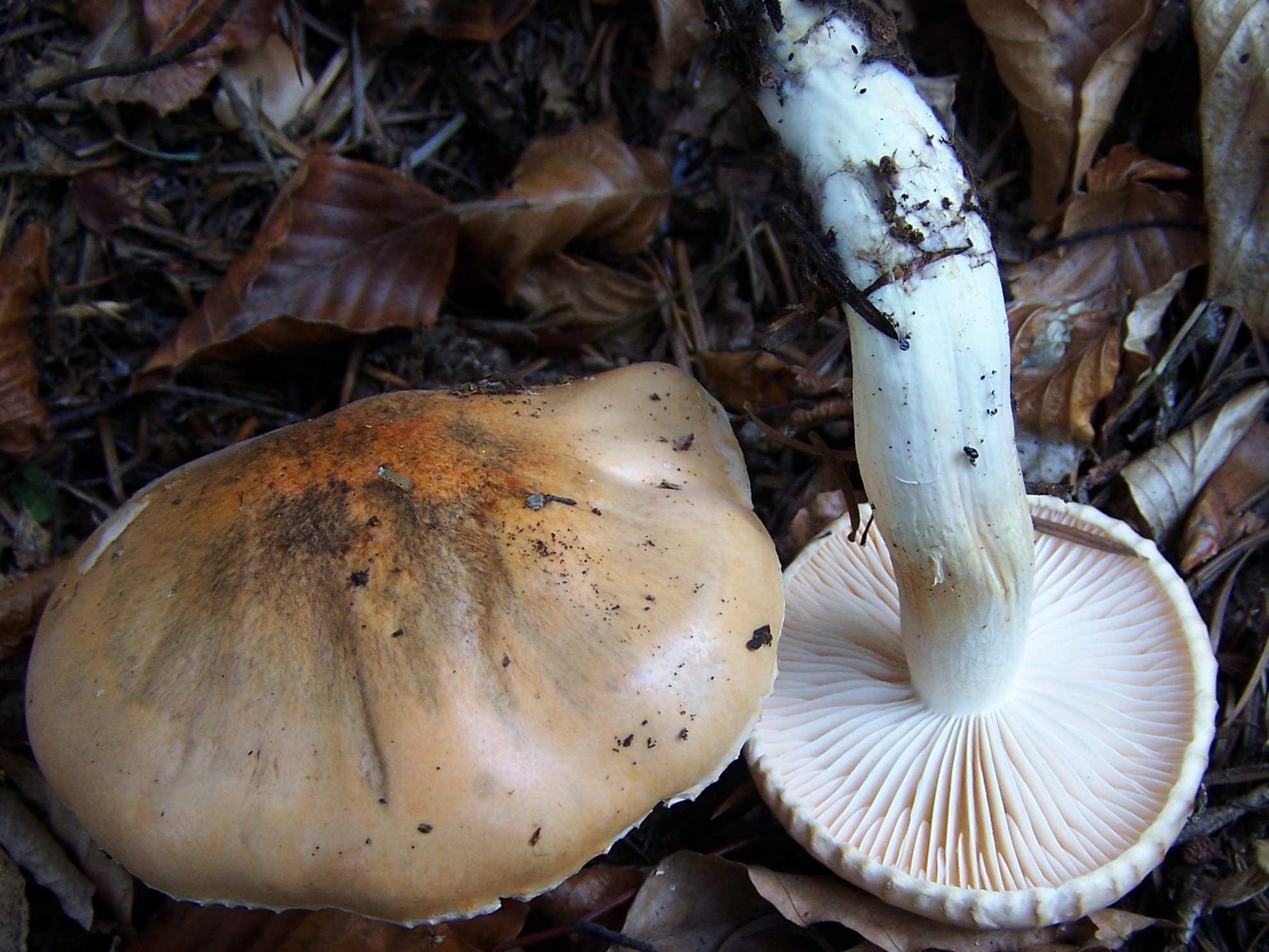
Dzwonkówka trująca

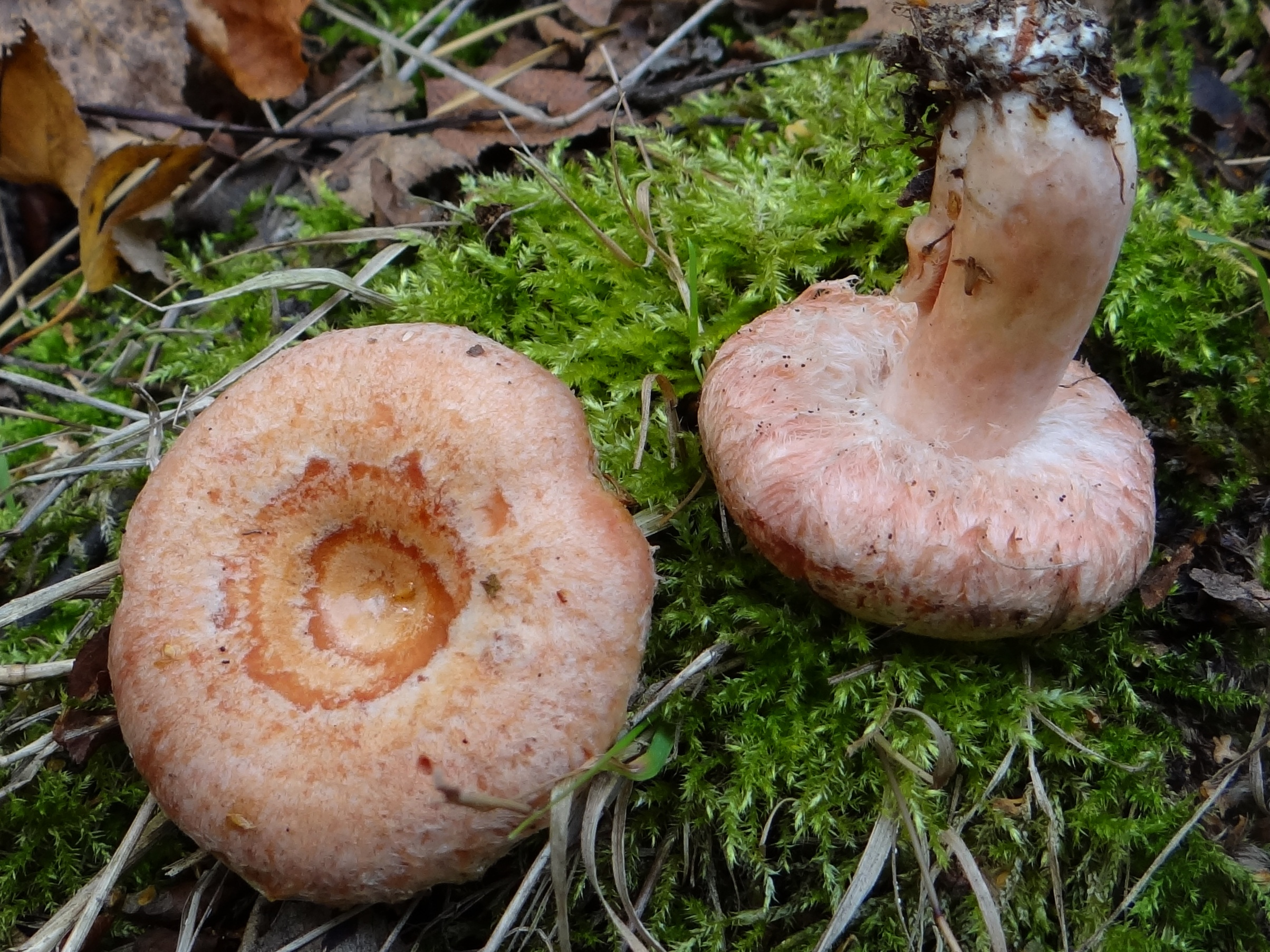
Mleczaj wełnianka

## Rodzaje zatruć grzybami
1. Zatrucia cyklopeptydowe, cytotoksyczne
Wyróżnia się 3 grupy trucizn należących do tej grupy:
- amanitotoksyny blokujące transkrypcję lub translację, co doprowadza do martwicy komórek,
- fallotoksyny uszkadzające błonę komórkową,
- werotoksyny o działaniu podobnym do aflatoksyn.

Objawy zatrucia pojawiają się dopiero po 6–8 godzinach od spożycia grzybów. Pierwszymi objawami są: silne wymioty, biegunka, bóle brzucha, odwodnienie organizmu i wstrząs hipowolemiczny, Dzieci, osoby starsze lub osłabione mogą umrzeć już na tym etapie, zwykle jednak stan chorego się polepsza, po trzech dniach objawy zatrucia pozornie ustępują i chory czuje się lepiej. Jednak wchłonięte trucizny nie ulegają w organizmie rozkładowi i w następnych dniach powodują ciężkie uszkodzenia wielu narządów wewnętrznych, przede wszystkim wątroby i nerek. Objawia się to krwawieniem, bólami brzucha pod prawym łukiem żebrowym, problemami z oddawaniem moczu, trudnościami z oddychaniem, problemami neurologicznymi, w końcu następuje utrata przytomności i chory wpada w śpiączkę, z której już nie budzi się. Gdy dawka nie jest śmiertelna chory przeżyje, ale z trwale uszkodzoną wątrobą i nerkami.
2. Zatrucia gyromitrynowe, monometylohydrazynowe
Powoduje je występująca w niektórych grzybach i trująca dla ludzi gyromitryna. Zazwyczaj podczas termicznej obróbki grzybów ulega ona rozkładowi, jednak czasami nie całkowicie. W organizmie człowieka rozkłada się ona na również trującą monometylohydrazynę. Pierwsze objawy zatrucia występują zwykle po 6–8 godzinach od spożycia grzybów. Są to: bole brzucha, biegunka i duże osłabienie. Czasami po trzech dniach chory wraca do zdrowia, częściej jednak choroba trwa nadal, powodując uszkodzenia wątroby, rzadziej nerek. Objawy uszkodzenia tych narządów pojawiają się od trzech do pięciu dni po spożyciu i objawiają się krwawieniem, kurczami, utratą świadomości. Czasami zatrucie kończy się śmiercią.
3. Zatrucia muskarynowe
Powoduje je występująca w niektórych grzybach muskaryna. Pierwsze objawy zatrucia występują zwykle już po 15–30 minutach po spożyciu grzybów, najpóźniej do dwóch godzin. Pierwsze objawy to: ślinotok, bardzo silne pocenie się, kolki brzuszne połączone z burczeniami w brzuchu, biegunka, wymioty, trudności z oddychaniem, odkasływanie różowych i spienionych plwocin. Później dołączają się bóle głowy, moczenie, zaburzenia równowagi, zwężenie źrenic i zaburzenia widzenia, spadek ciśnienia krwi, na koniec zaburzenia depresyjne, zawał serca i śpiączka
Leczenie tej grupy zatruć jest bardzo skuteczne, ale pod warunkiem prawidłowego rozpoznania i wcześnie zaczętego leczenia. Odtrutką dla muskaryny jest atropina.
4. Zatrucia koprynowe
Powoduje je kopryna występująca w niektórych grzybach z rodzaju Coprinopsis. Trujące działanie ma ona tylko w połączeniu z alkoholem, gdy spożycie alkoholu nastąpiło w czasie do 48 godzin przed lub po spożyciu grzybów. Objawy zatrucia pojawiają się w czasie od 15 minut do czterech godzin po spożyciu grzybów. Są to: zaczerwienienie skóry spowodowane jej przekrwieniem (szczególnie na twarzy i karku), pocenie się, dreszcze, bóle głowy, złe samopoczucie, czasami również wymioty i biegunka. Później następuje zaburzenie pracy serca, przy dużej ilości spożytego alkoholu również niewydolność krążenia. Zazwyczaj objawy zatrucia ustępują po kilku godzinach, jednak mogą się ponownie pojawić (nawet po trzech dniach), jeśli człowiek znów wypije alkohol.
5. Zatrucia izoksazolowe, neurotoksyczne
Powodują je kilka substancji psychotropowych, m.in. są to: kwas ibotenowy, muscymol, muskazon. Działają one na układ nerwowy powodując zmiany świadomości, myślenia i zachowania się, oraz halucynacje. Czasami w grzybach zawierających te trucizny występuje także muskaryna należąca do trzeciej grupy trucizn grzybowych i powodująca dodatkowe objawy muskarynowe.
Objawy zatrucia występują w czasie od 30 min do kilku godzin od spożycia grzybów. Są to: uczucie ciepła w całym ciele, mrowienie i palenie skóry, suchość w ustach, oczach, nosie i innych miejscach z błonami śluzowymi, Dominują objawy ze strony układu nerwowego; skłonność do szybkich ruchów, biegania, a także wzruszania się, mówienie dużo, szybko i bez sensu, problemy z widzeniem oraz halucynacje. Przy małych dawkach chory może usnąć, przy czym podczas snu ma halucynacje, przy większych dawkach może zapaść w śpiączkę.
W Polsce najczęściej zatrucia tego typu powoduje muchomor czerwony.
6. Zatrucia psychotropowo-neurotoksyczne
Wywołują je znajdujące się w niektórych grzybach takie związki chemiczne, jak: baeocystyna, bufotenina, norbaeocystyna, psylocybina, psylocyna. Pierwsze objawy pojawiają się w czasie od 15 min do 3 godzin po spożyciu grzybów. Wkrótce rozwija się pełny zestaw objawów zatrucia: zaburzenia koordynacji ruchów i równowagi, zawroty głowy, mdłości, dziwne uczucie pustki w głowie. Dołączają się zaburzenia spostrzegania wzrokowego i słuchowego objawiające się nieprawidłową oceną odległości, kształtów i rozmiarów przedmiotów, przy równocześnie intensywniejszych barwach. Po zamknięciu oczu pojawiają się halucynacje, przy zachowanej świadomości, euforia, potem depresja lub niepokój. Zazwyczaj po 3–6 godzinach objawy te mijają, człowiek usypia.
7 Zatrucia gastrotoksyczne
Są to na ogół lekkie zatrucia objawiające się dolegliwościami głównie ze strony układu pokarmowego. Niektóre substancje zawarte w grzybach powodują podrażnienie i zapalenie błon śluzowych układu pokarmowego. Stadium bezobjawowe trwa do 3 godzin. Typowymi objawami są bóle brzucha, wzdęcia, mdłości, wymioty, biegunka. Zazwyczaj objawy te mijają samorzutnie i po pewnym czasie (do dwóch dni) stan zdrowia wraca do normy, a zatrucie nie pozostawia trwałych następstw. Należy jednak skorzystać z opieki lekarskiej, gdyż czasami nawet takie zatrucia mogą mieć niespodziewany i tragiczny przebieg.
8. Zatrucia orellaninowe
Są zdradzieckie, gdyż pierwsze objawy pojawiają się późno, zazwyczaj do 36 godzin od spożycia, ale znane są przypadki, gdy wystąpiły one dopiero po dwóch tygodniach. Pierwszymi objawami są niezbyt dokuczliwe mdłości, lekka biegunka i wymioty. Objawy te wkrótce mijają, a zatrucie przechodzi w okres bezobjawowy, w czasie którego następuje stopniowe uszkodzenia nerek. Dopiero po 2-3 tygodniach od spożycia występują ciężkie objawy zatrucia – skąpomocz doprowadzający do zaburzeń sercowo-naczyniowych, odmy płucnej i innych. Jeśli dawka nie jest śmiertelna, pacjent przeżywa, ale z uszkodzonymi nerkami. Związki orellaninowe występują głównie u zasłonaków.
9. Zatrucia wywołane truciznami termolabilnymi
Niektóre grzyby zawierają związki termolabilne, które są trujące, jednak po obróbce termicznej całkowicie tracą własności trujące (np. krasnoborowik ceglastopory). Za wystarczającą obróbkę cieplną uważa się dłuższe gotowanie połączone z odlaniem wody. Krótkie przysmażanie może być niewystarczające. Do grzybów tych należą również opieńki, mimo to we wszystkich atlasach grzybów uważane są za grzyby jadalne. Istotnie tak jest – ale tylko po obróbce cieplnej. Gdy jest ona niewystarczająca następuje zatrucie gastrotoksyczne (jak w grupie 7).
10. Grzyby wywołujące reakcję immunologiczną
Nie zawierają żadnych trucizn, ale u niektórych ludzi wywołują reakcję immunologiczną polegającą na nadprodukcji przeciwciał. Nie można opisać objawów, gdyż są one bardzo różnorodne, w zależności od gatunku grzyba, rodzaju alergenu i bardzo zróżnicowanej wrażliwości poszczególnych ludzi na określone alergeny.